# Maskeringskrabba
Maskeringskrabba (Hyas araneus), även kallad hövre, är en krabba som lever på bottnar längs norra Atlantens kuster, omkring Brittiska öarna och i Nordsjön, ner till åtminstone 50 meters djup. Att den kallas för maskeringskrabba kommer av dess vana att fästa bitar av vad den hittar i omgivningen, exempelvis alger och svampdjur, på sin ryggsköld för att kamouflera sig. 
Krabbans ryggsköld kan bli upp till omkring 10 centimeter lång. Dess kropp är rödbrun eller gråaktig på ovansidan, medan undersidan är smutsvit. 
Dess födoval är varierat, men ofta fångar den sjöstjärnor. Krabban håller ofta fast sjöstjärnan i en av dess armar med sina klor. Sjöstjärnan kan då tappa sin arm, varefter krabban äter upp armen.

## Systematik
Maskeringskrabban placeras systematiskt antingen i familjen Majidae och underfamiljen Oregoninae, eller enligt nyare systematik i familjen Oregoniidae, tidigare inräknad i Majidae.